# ガトー級潜水艦
ガトー級潜水艦（ガトーきゅうせんすいかん 英: Gato-class submarine）は、アメリカ海軍が運用していた潜水艦の艦級。ディーゼルエンジンと電動機を用いる通常動力型潜水艦で第二次世界大戦時におけるアメリカの主力潜水艦として有名。改良型のバラオ級潜水艦 (Balao class) 及びテンチ級潜水艦 (Tench class) もガトー級潜水艦と呼ばれることがある。アメリカ英語の発音により忠実に表記すれば「ゲイトー級」と呼ぶべきであろうが、日本では「ガトー級」と表記されることが多い。

## 概要
アメリカ海軍は1939年度、1940年度にタンバー級潜水艦を6隻ずつ建造した。1941年度にも引き続いてタンバー級を6隻建造することとなり、艦名もタンバー級の1940年度艦（「タンバー級第2グループ」／「ガー級潜水艦」）に続いて頭文字を「G」で揃えることに決定した。
建造に際しては、潜航能力の増大や艦内容積の拡大、それに復原性の改善が取り入れられ、予算上ではタンバー級の第3グループとして建造されることとなった。しかし、この頃アメリカ海軍では国際情勢の緊迫化などを受けて「二大洋艦隊整備計画」など海軍兵力の大増強に乗り出しており、本来の1941年度艦とは別に65隻の追加建造が決定し、また1941年度艦も2隻追加建造されることとなった。翌1942年度にも4隻が建造され、本艦級は最終的に全部で1941年艦、1942年度艦、緊急計画追加艦合わせて77隻が就役した。
なおタンバー級潜水艦のうち、第2グループに属するガー (USS Gar, SS-206) からガジョン (USS Gudgeon, SS-211) までを「ガー級潜水艦 (Gar-class submarine) 」として扱う場合がある。本来の意味での1941年度艦（追加分は含まず）である「ガトー」以下は前述のように「G級」として扱われて頭文字に「G」を冠したが、同型艦がほぼ出揃った1943年以降は「ガー級」と「ガトー級」に区分し正式に単独の形式として扱われるようになった。ちなみにガトー級潜水艦の中で最初に起工し、最初に就役したのは「ドラム (USS Drum, SS-228) 」であった。

## 船体と兵装
前項で述べたように、ガトー級は（タンバー級／ガー級）の設計を受け継いだものであるが、艦内容積の増大と復原性の低下の均衡を考慮して、全長を1.5メートル延長して結果的に若干艦型が大きくなった。
ディーゼル機関の馬力では日本の「伊176」に劣ったが、機関はコンパクトにまとめられており整備性に優れ、いつでも気軽に最高速度を出せるなど信頼性も高かった。このことは戦後ミンゴに乗務した筑土龍男海将も記録に書き残している。ただし、一部の艦では本来搭載されるべき機関生産が追いつかなかったので、就役を早めるために旧型の機関を搭載して就役した。この機関は整備性が劣り振動も甚だしかったので、全艦オーバーホールの際に換装されている。
船体構造も改正され、安全深度が91メートルに増大した。その他造水能力、居住性（シャワー室が二箇所に存在した）、電気系統の制御など、多くの点で同時期の日本の伊号潜水艦を凌駕していた。なお、航続距離と燃料搭載量はタンバー級と実質変わらない。大量建造を促進するため、太平洋戦争開戦後に大規模な設計変更や船体改修を禁じたが、戦訓に基づいた改修および性能に差しさわりのない部分の省略といった改修は順次実施されている。また、艦橋構造のデザインもエレクトリック・ボート社設計のものとポーツマス海軍造船所またはメア・アイランド海軍造船所設計のものでは差異がある。もっともわかり易いのは後部のデザインであり、上から見て後部が丸みを帯びているのがエレクトリック・ボート社設計の艦橋で、角になっているのが海軍造船所設計の艦橋である。艦橋構造は戦訓によって凸型に改装されていったが、その際でも潜望鏡支基や見張り台の構造のデザインが設計によって異なっている。
魚雷発射管はタンバー級に引き続いて前部6門、後部4門の計10門装備されており、魚雷搭載数24本、機雷搭載数40個もタンバー級と同一である。
備砲は、就役当初はタンバー級やそれ以前の艦同様3インチ砲を装備して就役したが、同砲の威力や評判が芳しくないことから、途中からS級潜水艦などに搭載されていた4インチ砲に換装している。砲は基本的に前部か後部に搭載された。前部に搭載される意味としては、目標に接近しながら撃てるということであり、後部に搭載される意味は、乗員が艦橋から飛び出して直ちに配置に就けるよう配慮されたものであった。
機銃も当初は12.7 mm機銃を搭載していたが、これも次第にエリコンFF 20 mm 機関砲に強化されていった。水上兵装の更なる増強に関しては後述する。

## 建造所
ガトー級はエレクトリック・ボート社（潜水艦用の船台数22）とポーツマス（船台数10）、メア・アイランド（船台数5）両海軍造船所で主に建造されたが、これらの造船所が程なくして飽和状態になり、建造用の船台不足に陥るのは目に見えていた。それでは大量建造は出来ないため、従来の各造船所を拡張すると同時に、設計のライセンスを取らせた造船所にも潜水艦を建造させることとした。
その適当な造船所を探している際、ある若手の士官が「伯父が五大湖に大きな造船所を持っているから、ぜひそれを活用してほしい」と艦船局に申し出た。艦船局では最初はアメリカン・ジョークとしてあまり相手にしてなかったようだが、実際にその造船所に士官を派遣して打ち合わせを重ねた結果、何もかもがうまくいってただちに潜水艦の建造に着手することとなった。この造船所がマニトワック造船（船台数5）である。
マニトワック造船はエレクトリック・ボート社の設計図を活用して建造を進め、完成した潜水艦はセントローレンス川を経由して大西洋に回航した。最終的にエレクトリック・ボート社で41隻、ポーツマスとマニトワックでそれぞれ14隻、メア・アイランドで8隻の建造を担当したが、従来の3造船所はともかく艦艇の建造経験がないマニトワックも迅速に建造を進めた結果、船台不足はとりあえず解消し、大量整備が滞りなく行われた。

## 改装
艦橋構造や水上兵装の改装はタンバー級以前の艦でのものと比較すると、多種多彩な改装が実施されている。特に、水上兵装に関しては統一された改装はなく、艦によって装備兵器等にバラつきがある。備砲の換装に関しては前述のように、当初搭載の3インチ砲が乗員に「豆鉄砲」と揶揄されたことから4インチ砲に換装されたが、旧式砲かつ狭い潜水艦上での運用にやや問題があったため、新たに大型艦の高角砲を改造した、潜水艦用のMk40型5インチ25口径砲が開発された。
戦争が押し詰まった頃には前部と後部双方に砲を搭載する艦も現れ、「潜水砲艦」などと自称する艦もあった。機銃も、エリコンFF 20mm 機関砲に加え、戦争中盤以降はタンバー級以前では搭載されなかったボフォース 40mm機関砲が搭載されるようになった。エリコンFF 20mm機関砲に関しても、単装に加え連装のものも搭載されるようになった。基本的には前部に20mm機関砲を、スペースに余裕のあった後部に大型の40mm機関砲を搭載する場合が多かったが、逆に搭載した艦もある。
さらに、任意で13mm機銃などを搭載したほか、戦争末期にはロケット砲を搭載する艦も出現した。前後に砲を搭載し、40mm機関砲も前後に装備した艦の火力は護衛駆逐艦のそれに匹敵した。ただし、こういった艦の出現は終戦直前に集中し、その威力を存分に発揮する機会はほとんどなかった。
砲や機銃の配置に関しては、絶対的なガイドラインがないこともあり、結局は戦訓や艦長の好みなどによって決まるケースが多かったようである。また、機銃は対航空機用として搭載されたのは言うまでもないのだが、実際には航空機ではなく、特設監視艇などの、魚雷を使うまでもない、あるいは魚雷を使うには的が小さすぎる相手に対して猛威を振るった。
戦後、「バーブ」と「デイス」の二隻のみ潜水艦推力増強計画の対象となった。

## 戦歴
太平洋戦争開戦時には「ドラム」一隻が竣工していた。隻数が揃うと同時に、これらの潜水艦は日本や、一部の艦は短期間ドイツ相手に通商破壊を行って戦略物資の輸送を滞らせ、戦争勝利への陰の立役者となった。
また、通商破壊の傍ら輸送船だけでなく日本海軍の戦闘艦も脅かし、さらには従前の使用法である艦隊作戦への協力はミッドウェー海戦、マリアナ沖海戦、レイテ沖海戦で実施され、マリアナ、レイテでは大きな戦果をあげた。
その他、人命救助や物資運搬、スパイ潜入なども幅広く実施した。これらの点を見ると、アメリカ潜水艦は決して通商破壊にのみ専念していたわけでないことがわかる。
ガトー級の、艦船に対する主だった戦果（撃沈に限る）
- グロウラー (SS-215)：駆逐艦「霰」、「敷波」
- ガードフィッシュ (SS-217)：駆逐艦「羽風」、「海風」
- アルバコア (SS-218)：空母「大鳳」、軽巡「天龍」、駆逐艦「大潮」、駆逐艦「漣」
- バーブ (SS-220)：空母「雲鷹」
- ボーンフィッシュ (SS-223)：駆逐艦「電」
- ダーター (SS-227)：重巡「愛宕」、敷設艦「津軽」
- ドラム (SS-228)：水上機母艦「瑞穂」
- ブルーギル (SS-242)：軽巡「夕張」
- カヴァラ (SS-244)：空母「翔鶴」、駆逐艦「霜月」
- クローカー (SS-245)：軽巡「長良」
- デイス (SS-247)：重巡「摩耶」
- フラッシャー (SS-249)：軽巡「大井」、駆逐艦「岸波」
- へイク (SS-256)：陸軍特殊船「にぎつ丸」、駆逐艦「風雲」
- ハーダー (SS-257)：駆逐艦「雷」、「水無月」、「早波」、「谷風」
- ミンゴ (SS-261)：駆逐艦「玉波」
- ラッシャー (SS-269)：空母「大鷹」
- レッドフィン (SS-272)：駆逐艦「秋雲」
- ソーフィッシュ (SS-276)：潜水艦「伊29」

その他、撃沈トン数の順位ではフラッシャー（100,231トン、1位）、ラッシャー（99,901トン、2位）、バーブ（96,628トン、3位）、シルバーサイズ （SS-236。90,080トン、5位）と上位5隻のうち4隻をガトー級が占め、撃沈隻数の順位でもシルバーサイズ（23隻、3位）、フラッシャー（21隻、4位）、ワフー（SS-238。20隻、6位タイ）、ガードフィッシュ（SS-217。19隻、8位）、ラッシャー、トリガー（ともに18隻、9位タイ）と上位のランキングにことごとく顔を出している。その一方で、ゴレット (SS-361)は小型船2隻を撃沈しただけで戦没し、コーヴィナ (SS-226)、ドラド (SS-248)は戦果を挙げることなく戦没した。ほか、グロウラー、グラニオン、アルバコア、アンバージャック、ボーンフィッシュ、ダーター（座礁放棄）、ヘリング、トリガー、ワフー、フライアー、ハーダー、ロバロー、ランナー、スキャンプ、スコーピオン、スヌーク、タリビーの全20隻が戦没している。
なお、詳細な戦歴は各艦の項を参照されたい。

## 戦後
戦後、各艦は訓練艦や標的艦として使用され、海上自衛隊の「くろしお」となった「ミンゴ」など一部は他国に供与された艦もあった。「コッド」はアメリカ国定歴史建造物としてオハイオ州クリーブランドで、「カヴァラ」はテキサス州北部ガルベストンのシーウルフ・パークに、「ドラム」はアラバマ州モービルに展示されている。ガトー級では7隻（うち1隻は一部のみ）が記念艦として保存された。
他国に供与されたガトー級
- バーブ：イタリア海軍「エンリコ・タッツオーリ」(Enrico Tazzoli, S-511)
- デイス：イタリア海軍「レオナルド・ダ・ヴィンチ」(Leonardo da Vinci, S-510)
- ジャック (SS-259)：ギリシャ海軍「アンフィトリティ」 (HHMS Amfitriti, S-17)
- レイポン (SS-260)：ギリシャ海軍「ポセイドン」(HS Poseidon, S-78)
- ミンゴ：海上自衛隊「くろしお」
- マスケランジ (SS-262)：ブラジル海軍「ヒューマニタ」(Humanita, S-14)
- パドル (SS-263)：ブラジル海軍「リアチュエロ」(Riachuelo, S-15)
- ギターロ (SS-363)：トルコ海軍「プレヴェゼ」(TCG Preveze, S 340)
- ハンマーヘッド（SS-364)：トルコ海軍「セルベ」(TCG Cerbe, S 341)

記念艦となったガトー級と保存形態
- コッド：オハイオ州クリーブランド。太平洋戦争時
- ドラム：アラバマ州モービル。太平洋戦争時
- シルバーサイズ：ミシガン州マスケゴン。太平洋戦争時
- カヴァラ：テキサス州ガルベストン。対潜潜水艦・実験潜水艦時
- コビア：ウィスコンシン州マニトワック。太平洋戦争時
- クローカー：ニューヨーク州バッファロー。対潜潜水艦・実験潜水艦時
- フラッシャー：コネチカット州グロトン。太平洋戦争時。艦橋部分のみ

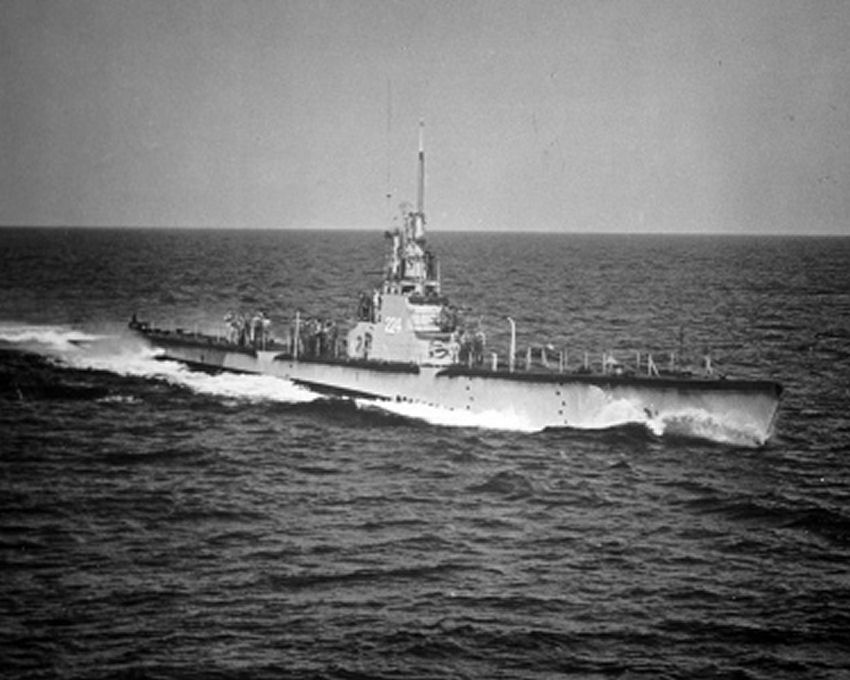
コッド（SS-224）

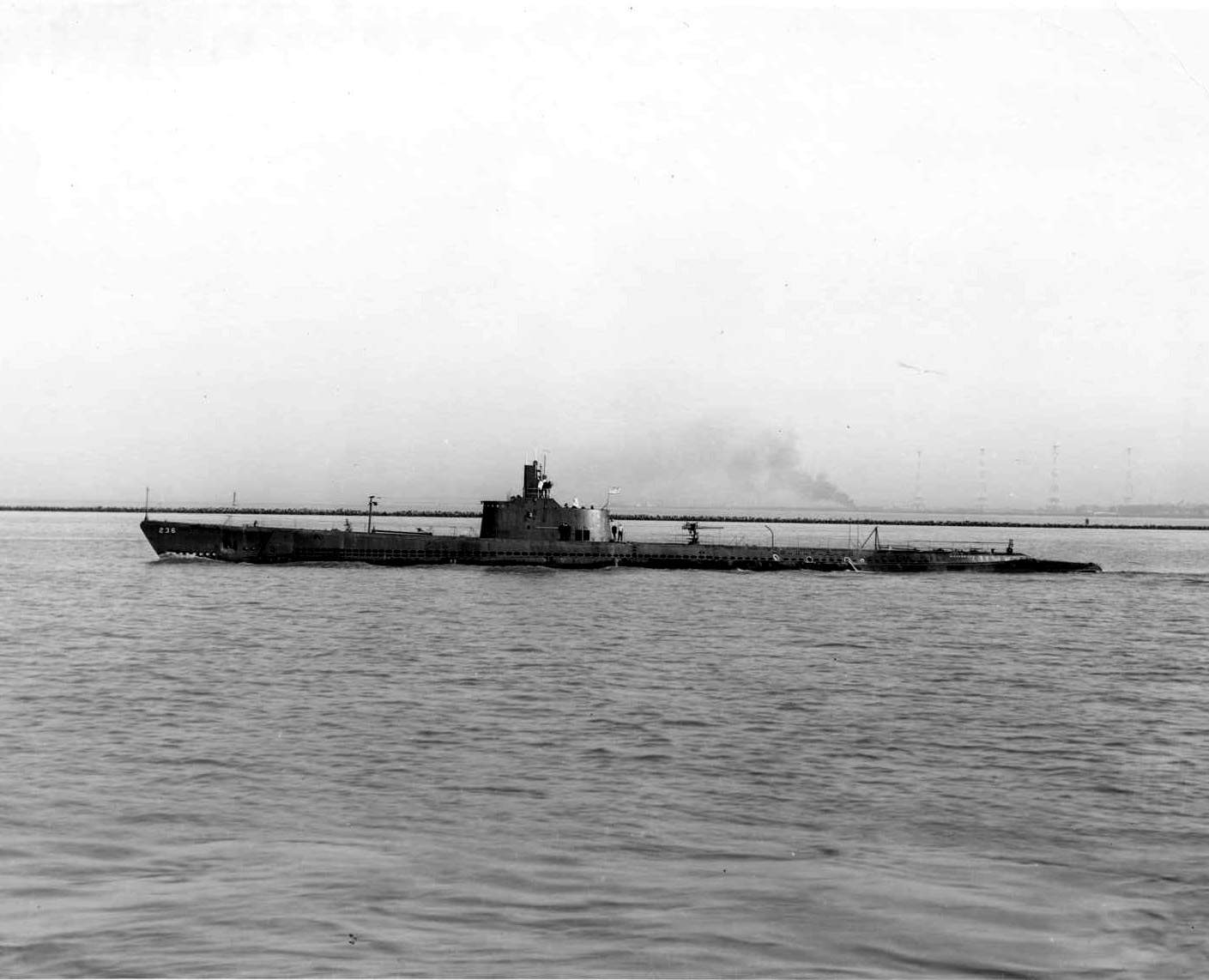
シルバーサイズ（SS-236）

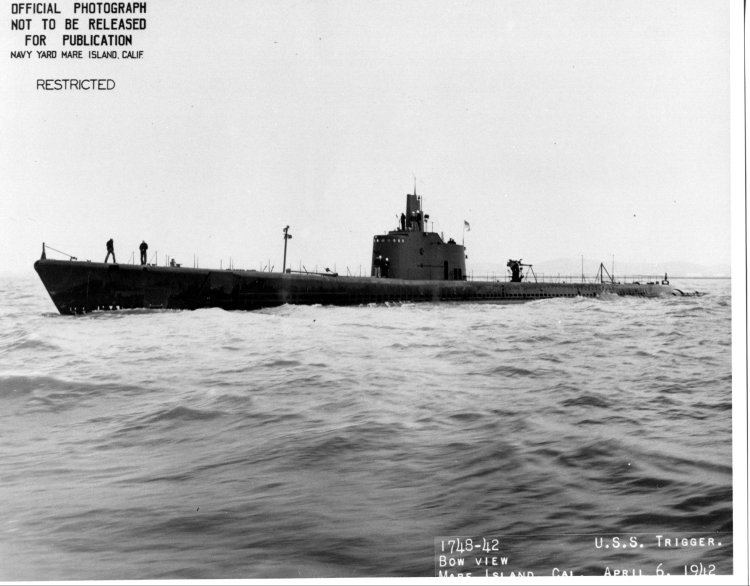
トリガー（SS-237）

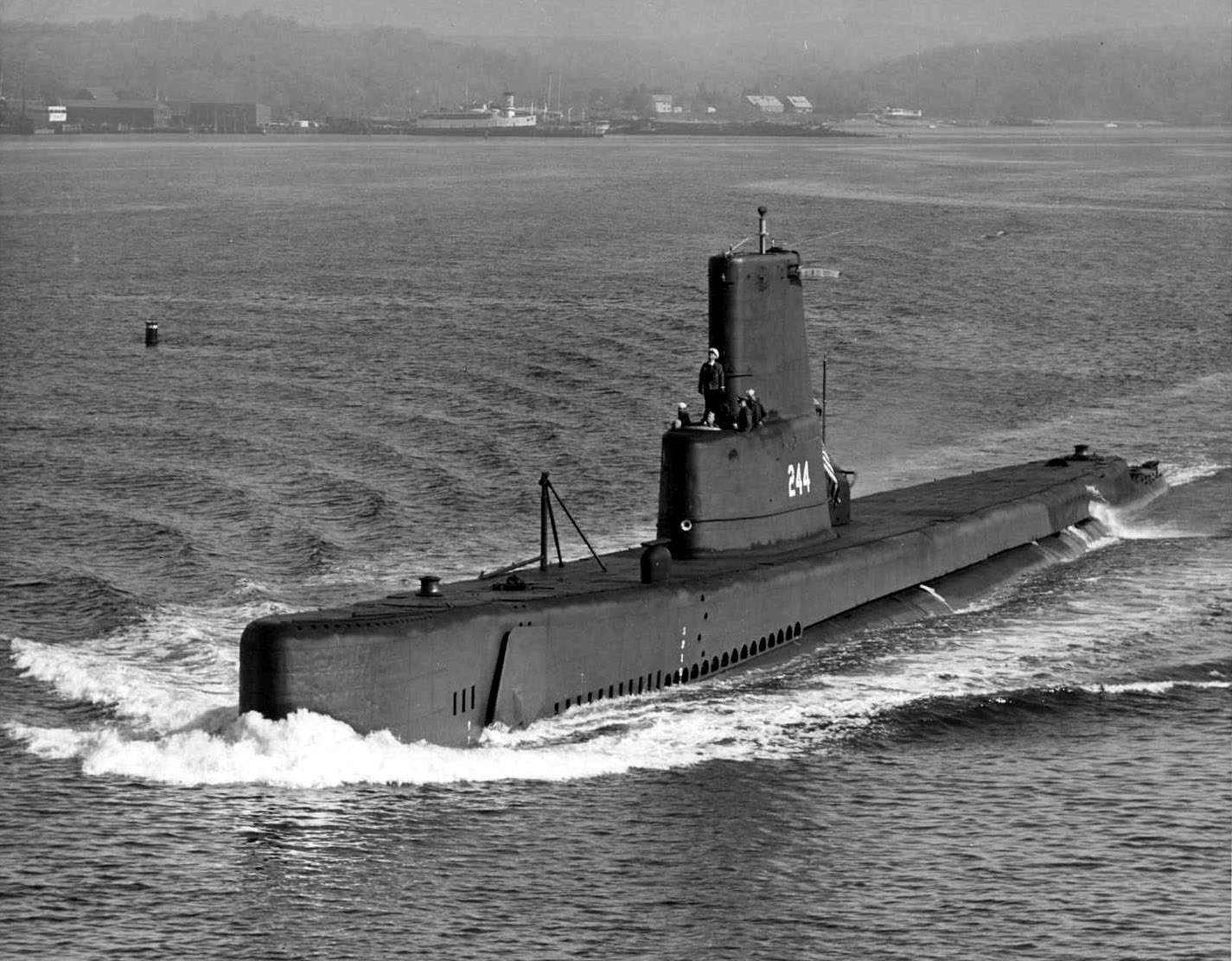
カヴァラ（SS-244）

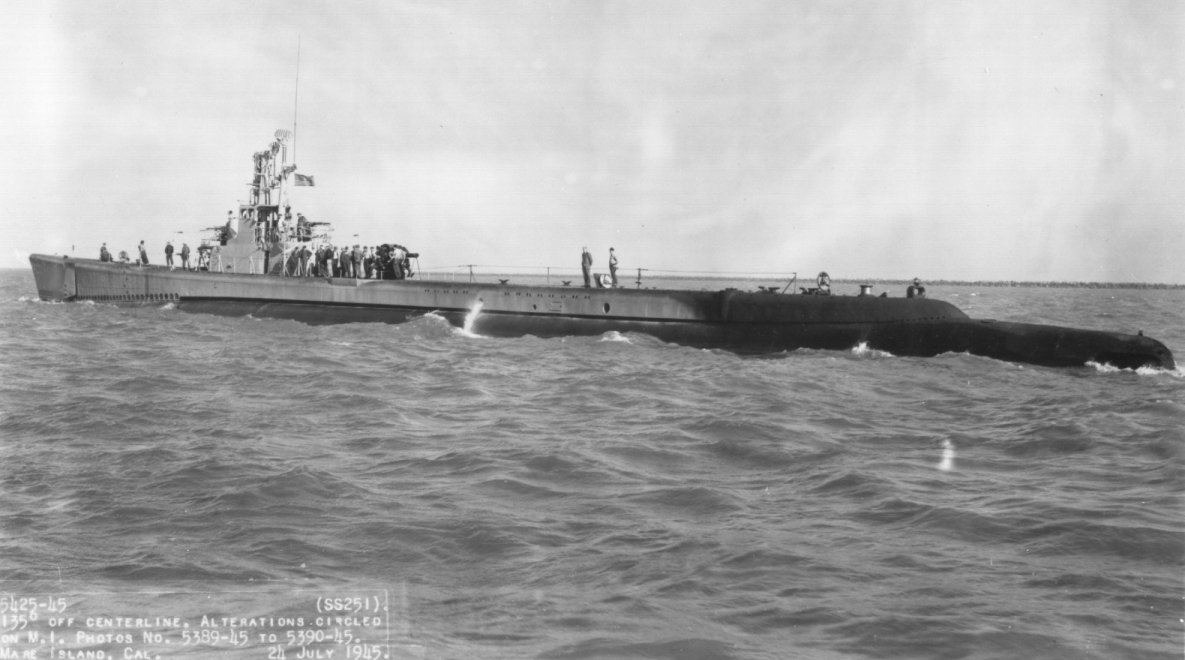
フラウンダー（SS-251）

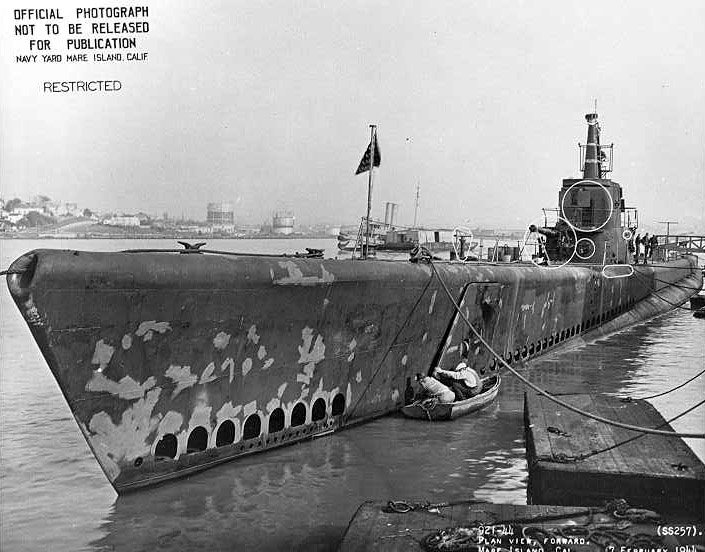
ハーダー（SS-257）

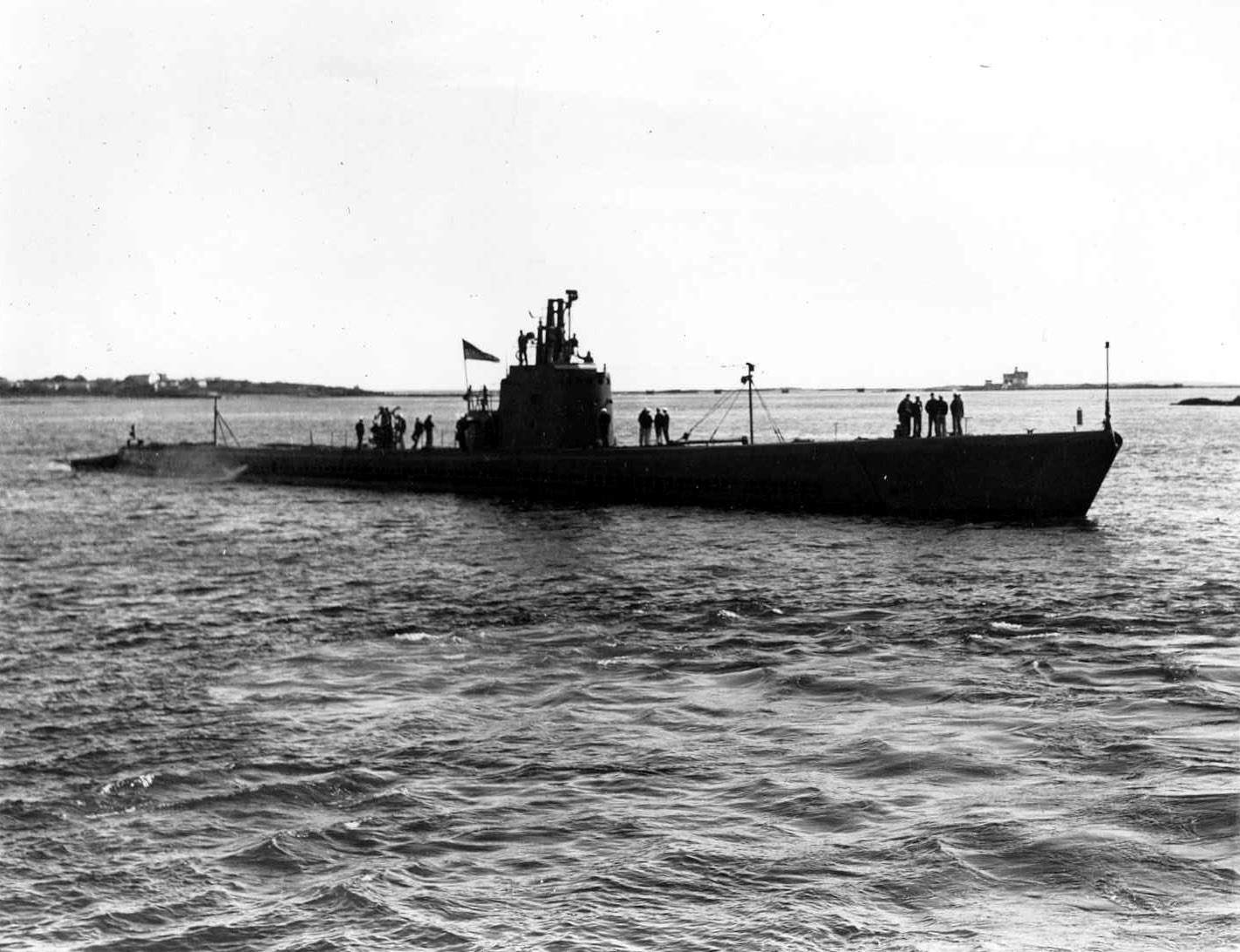
ランナー（SS-275）

## 同型艦
- ガトー (USS Gato, SS-212)
- グリーンリング (USS Greenling, SS-213)
- グルーパー (USS Grouper, SS-214)
- グロウラー (USS Growler, SS-215)
- グラニオン (USS Grunion , SS-216)
- ガードフィッシュ (USS Guardfish, SS-217)
- アルバコア (USS Albacore, SS-218)
- アンバージャック (USS Amberjack, SS-219)
- バーブ (USS Barb, SS-220)
- ブラックフィッシュ (USS Blackfish, SS-221)
- ブルーフィッシュ (USS Bluefish, SS-222)
- ボーンフィッシュ (USS Bonefish, SS-223)
- コッド (USS Cod, SS-224)
- セロ (USS Cero, SS-225)
- コーヴィナ (USS Corvina, SS-226)
- ダーター (USS Darter, SS-227)
- ドラム (USS Drum, SS-228)
- フライングフィッシュ (USS Flying Fish, SS-229)
- フィンバック (USS Finback, SS-230)
- ハダック (USS Haddock, SS-231)
- ハリバット (USS Hulibut, SS-232)
- ヘリング (USS Herring, SS-233)
- キングフィッシュ (USS Kingfish, SS-234)
- シャード (USS Shad, SS-235)
- シルバーサイズ (USS Silversides, SS-236)
- トリガー (USS Trigger, SS-237)
- ワフー (USS Wahoo, SS-238)
- ホエール (USS Whale, SS-239)
- アングラー (USS Angler, SS-240)
- バッショー (USS Bashaw, SS-241)
- ブルーギル (USS Bluegill, SS-242)
- ブリーム (USS Bream, SS-243)
- カヴァラ (USS Cavalla, SS-244)
- コビア (USS Cobia, SS-245)
- クローカー (USS Croaker, SS-246)
- デイス (USS Dace, SS-247)
- ドラド (USS Dorado, SS-248)
- フラッシャー (USS Flasher, SS-249)
- フライアー (USS Flier, SS-250)
- フラウンダー (USS Flounder, SS-251)
- ガビラン (USS Gabilan, SS-252)
- ガンネル (USS Gunnel, SS-253)
- ガーナード (USS Gurnard, SS-254)
- ハッド (USS Haddo, SS-255)
- ヘイク (USS Hake, SS-256)
- ハーダー (USS Harder, SS-257)
- ホー (USS Hoe, SS-258)
- ジャック (USS Jack, SS-259)
- レイポン (USS Lapon, SS-260)
- ミンゴ (USS Mingo, SS-261)
- マスケランジ (USS Muskallange, SS-262)
- パドル (USS Paddle, SS-263)
- パーゴ (USS Pargo, SS-264)
- ピート (USS Peto, SS-265)
- ポーギー (USS Pogy, SS-266)
- ポンポン (USS Pompon, SS-267)
- パファー (USS Puffer, SS-268)
- ラッシャー (USS Rasher, SS-269)
- レイトン (USS Raton, SS-270)
- レイ (USS Ray, SS-271)
- レッドフィン (USS Redfin, SS-272)
- ロバロー (USS Robalo, SS-273)
- ロック (USS Rock, SS-274)
- ランナー (USS Runner, SS-275)
- ソーフィッシュ (USS Sawfish, SS-276)
- スキャンプ (USS Scamp, SS-277)
- スコーピオン (USS Scorpion, SS-278)
- スヌーク (USS Snook, SS-279)
- スティールヘッド (USS Steelhead, SS-280)
- サンフィッシュ (USS Sunfish, SS-281)
- タニー (USS Tunny, SS-282)
- ティノサ (USS Tinosa, SS-283)
- タリビー (USS Tullibee, SS-284)
- ゴレット (USS Golet, SS-361)
- ガヴィナ (USS Guavina, SS-362)
- ギターロ (USS Guitarro, SS-363)
- ハンマーヘッド (USS Hammerhead, SS-364)